# Agence exécutive « Éducation, audiovisuel et culture »
L'Agence exécutive européenne pour l’éducation et la culture (anciennement Agence exécutive “Éducation, audiovisuel et culture”), ou EACEA, est une agence exécutive de la Commission européenne située à Bruxelles, Belgique. Elle gère certaines parties des programmes de financement de la Commission européenne dans les domaines de l'éducation, de la culture, des médias, du sport, de la jeunesse, de la citoyenneté et de l'aide humanitaire. L'EACEA est opérationnelle depuis janvier 2006.

## Organisation
L'EACEA est supervisée par six directions générales de la Commission européenne:
- Éducation, jeunesse, sport et culture (DG EAC)
- Réseaux de communication, contenu et technologies (DG CNECT)
- Justice et consommateurs (DG JUST)
- Partenariats internationaux (DG INTPA)
- Politique européenne de voisinage et négociations d'élargissement (DG NEAR)
- Emploi, affaires sociales et inclusion (DG EMPL)

Dans le cadre du budget à long terme de l'UE pour 2021-2027, l'EACEA gère des parties des programmes de financement suivants:  
- Erasmus+
- Europe créative
- Corps européen de solidarité
- Citoyens, égalité, droits et valeurs (CERV)

L'EACEA supervise également le réseau Eurydice (produisant des analyses et des données comparables sur les systèmes et les politiques d'éducation en Europe) et le Youth Wiki (une encyclopédie en ligne des politiques nationales de jeunesse en Europe). L'EACEA continue également à gérer les projets financés au cours de la période de programmation 2014-2020. Depuis le 1 février 2023, la directrice de l'EACEA faisant fonction est Sophie Beernaerts.    

## Liens utiles
- Site officiel
- Ressource relative à la recherche :   - CrossRef
- Notices d'autorité :   - VIAF
  - ISNI
  - LCCN
  - GND
  - Tchéquie
  - WorldCat
- Commission européenne, page officielle
- À propos d’EACEA
- Comment obtenir une subvention
- Bourses d’études
- Période de programmation 2021-2027
- Période de programmation 2014-2020